# 中正國防幹部預備學校

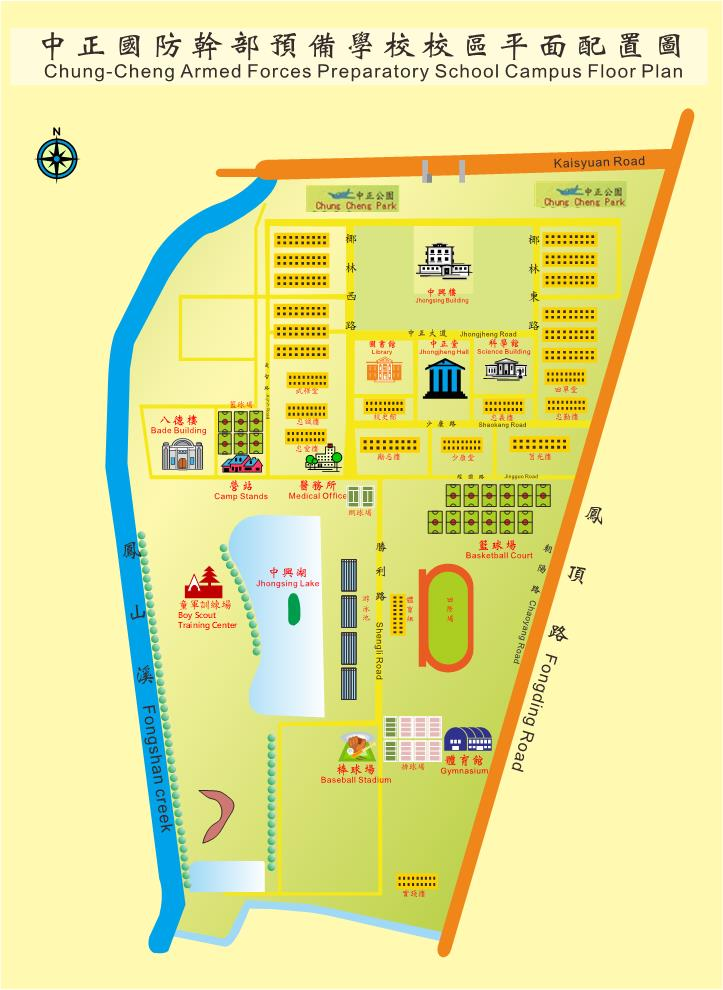
校內地圖

中正國防幹部預備學校（簡稱中正預校）為一所位於中華民國高雄市鳳山區之全台唯一高級中等軍事學校，隸屬中華民國國防部。該校為完全中學，設有高級部與初級部。

## 校史
中正預校是合併為陸軍預備學校（原中華民國陸軍軍官學校預備班）、海軍軍官學校預備班、空軍幼年學校，校地為原來陸軍軍官預備學校。

### 預校成立前
陸軍軍官學校預備學生班
1958年成立，第一期至第八期只招收高二肄業生，一年畢業後直升陸軍官校32期-39期。1964年同時招收第七期與第九期學生，第九期（陸官正40期）改招收初中畢業生（三年制高中）。1965年再同時招收第八期與第十期。1974年，校址從陸軍官校東營區遷往原第二士校（今中正國防幹部預備學校現址），並更名為陸軍軍官預備學校。
海軍軍官學校預備學生班
1963年9月成立，初期僅招收高二肄業生，一年畢業後直升海軍官校57年班。1965年，海軍官校61年班改招收初中畢業生（三年制高中），海軍官校也以這一年班為海軍官校預備班第一屆，1965年、1966年同時招收高中肄業。1975年，招收最後一屆預備學生班。
空軍幼年學校
1939年於抗戰期間在四川省灌縣蒲陽鎮成立空軍幼年學校，招收國小畢業生，實施高初中六年制教育，畢業後直升空軍官校。1945年因國共內戰而招收到第六期後即停止招生。1949年2月，遷移至成都太平寺（原空軍通訊學校校址），與原設於四川銅梁的「空軍入伍生總隊」合併為「空軍預備學校」。1949年6月隨政府遷至臺灣屏東縣東港鎮大鵬灣基地繼續實施教育直至1951年5月28日幼六期畢業後，學校結束。1957年，曾任空軍幼校校長的陳嘉尚晉升為空軍總司令後，向時任總統蔣中正呈報核示後獲准，指示時任空軍預校校長劉為城籌劃空軍幼年學校復校事宜。1958年9月1日，在屏東東港大鵬灣復校，開始招收初中畢業生，成立空軍幼校第七期（空軍官校46期）。1961年2月1日，恢復校名為空軍幼年學校。1978年，第24期（空軍官校63期）畢業後，即併入中正國防幹部預備學校。

### 預校成立
1975年，經時任行政院院長蔣經國主持第22次國防會談中指示，上述三校合併為「中正國防幹部預備學校」，增訓政治作戰預備生。1976年5月16日，在臺灣省高雄縣鳳山市（今高雄市鳳山區）中興莊營區原陸軍預備學校校舍正式設校，以培訓三軍官校及政治作戰學校（今國防大學政治作戰學院）預備軍官學生。除了招考國中畢業生之外，也招收高二與高三轉學生，初期陸軍預備學校預19期、20期與中一期學生同時併於同校區共同生活操課，1979年班畢業生全歸為中一期，中一期至中三期學生胸前名條，以年級紅色直條，來區分各年級，中三期開始為了降低每年升級，全校學生都要去增繡一條紅槓的麻煩，直接把胸前名條旁邊，直接用紅色字體繡年班（如中三期就繡70、中四期繡71、中五期繡72）。
1991年為培養空軍飛行員而開辦初級部，招收國小畢業生（1994年畢業的初級部一期）。實施小班制教學，每班配有一名文職導師和一名義務役預官少尉輔導員（排長），畢業後依規定參加學校升讀考（2000年高中聯考制前）、高中職基本學力測驗，達升學標準就直升高中部，未達成績標準轉讀士官學校。
軍種於升讀高中部前依成績分發（空軍生須達空勤標準），原細分陸軍、海軍、空軍、政戰、海軍陸戰隊預備生，後期取消海陸軍種。但因各年班畢業時達空勤標準視力學生員額過低，加上近年報考軍校學生踴躍、國防經費刪減等等因素，2004年國中部停止招生，至2018年再復招國中部，理由為愈晚培育軍事人才愈難養成成熟軍官（重點復招後，還很多負面新聞，例如重傷傷害等）與許多報考高中部者有意願就讀但視力不合標。
因恢復徵集1年義務役，人力補充多元，國防部宣布國中部將於2025年停止招生。

## 學校象徵
- 創校精神：三軍一家、如兄如弟；三軍一體、如手如足
- 校訓：親愛精誠
- 校徽：原中正兩字為由右至左，而後期改為由左至右

- 校樹：大王椰子，峻拔挺直，代表大中至正之意。
- 校花：木棉花，象徵熱情如火，具有友愛關懷之意。
- 吉祥物：龍，代表中正預校學生神采飛揚、追求卓越之意。

### 校歌
原版校歌
三軍幼苗共沐春風，親愛精誠續永守；

力行校訓五育並重，術德兼修好典範；

我們是黃埔新秀，我們是時代先鋒；

我們的朝氣蓬勃，我們的壯志如虹。

碧血黃花為榜樣，青天白日貫心胸；

我們要實踐領袖遺訓，為國爭光榮，

我們要永保中華一統，雄立在亞東。
1981年至1995年校歌（與陸軍軍官學校相同）
怒潮澎湃，黨旗飛舞，

這是革命的黃埔。

主義須貫徹，紀律莫放鬆，

預備作奮鬥的先鋒。

打條血路引導被壓迫民眾，

攜著手，向前行，

路不遠，莫要驚，

親愛精誠，繼續永守，

發揚吾校精神，發揚吾校精神。
1995年後校歌
三軍幼苗共沐春風，親愛精誠續永守；

勵行校訓五育並重，術德兼修好典範；

我們是黃埔新秀，我們是時代先鋒；

我們的朝氣蓬勃，我們的壯志如虹。

碧血黃花為榜樣，青天白日貫心胸；

我們要實踐領袖遺訓，為國爭光榮，

我們要永保中華一統，雄立在亞東。

### 學生制服

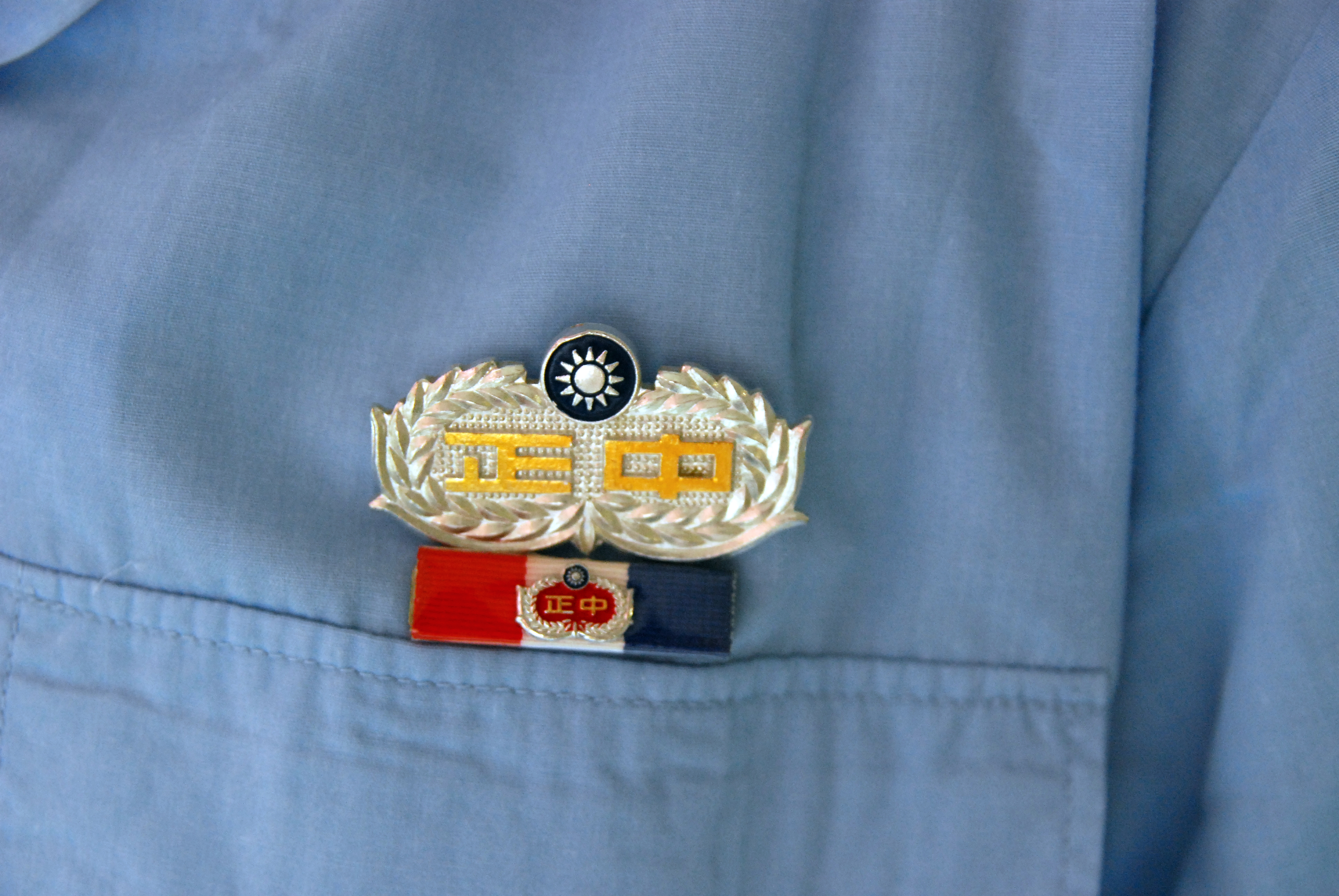
制服上的校徽和榮譽徽

中正預校因為是結合陸軍官校預備班，海軍官校預備班，以及空軍幼校三所學校，所以，學生制服都有原預備班與幼校的痕跡，大盤帽是白色，上衣與褲子為藍色，冬季夾克與外出艾森豪夾克均為深藍色，典禮服在中一期至中五期時為白色大盤帽，藍色典禮服，胸前左、右、中間，有三排金色鈕釦相對稱，三排金色鈕釦之間，各有一條金色布線相連，肩膀上有一對黑色肩式，上面有三個金色<<<，典禮服左右手挽處，有三條黑色直槓，白色典禮褲兩側有條紅色帶子，腰際為白色S腰帶。民國70年後典禮服即改成現今模樣，舊式典禮服也曾經為中一期至中七期鼓號樂隊隊服。

## 學校設施
學校佔地約73公頃。
- 中興樓：校本部行政大樓。
- 皓東樓：學生指揮部。
- 八德樓：學生第一大隊辦公室、教室、寢室。
- 皓東樓、師俊樓、懷生樓、剛甫樓、自忠樓、晉元樓：學生第二大隊辦公室、教室、寢室。
- 覺民樓、維源樓、志航樓、佑錫樓、百韜樓、清泉樓：學生第三大隊辦公室、教室、寢室。
- 剛甫樓、忠勤樓：學生第四大隊教室。
- 勵志樓、莒光樓：學生第四大隊辦公室、寢室。
- 忠誠樓：美術教室、書法教室、表演藝術教室、國文教室。
- 忠愛樓：生活科技教室、音樂教室、家政教室。
- 實踐樓：勤務隊。
- 資訊圖書館：藏書六萬餘冊，非書資料七千餘卷，期刊170種
- 科學館：生物、物理、化學、地球科學之自然科學實驗室
- 中正堂：大禮堂(部分社團場地、大型倉庫)
- 中正體育館：設有3座室內綜合運動球場(羽球、籃球、排球)。
- 武穆堂：學生第一大隊、第三大隊餐廳
- 少康堂：學生第四大隊餐廳
- 田單堂：學生第二大隊餐廳
- 中興湖（湖中央處有座中興島，野鳥棲息地）
- 慈園
- 標準游泳池4座，深、淺池各兩座(目前僅使用兩座，深淺各一，另兩座荒廢中)
- 836營站 (萊爾富超商預校門市，文具部，理髮部，洗衣部，服裝部，社團教室)

## 升學管道
民國80－90年代（1991年－2005年）前，部分成績優異學生可參加學測與大學聯考，就讀國立大學（學校限臺灣大學、清華大學、交通大學、成功大學、中央大學、中山大學、中興大學、海洋大學、中正大學、政治大學。系所限電機系、機械系、數學系、物理系、化學系、化工系、土木系、航太系、造船系以及其它與國防相關之系所），並於寒暑假期間須回官校接受軍事訓練。高中畢業參加大學學科能力測驗或軍事聯招成績達錄取標準者，升讀陸、海、空三軍軍官學校及國防大學政治作戰學院就讀。
現以學測成績做為三軍官校及政戰學院入學標準，若學測分數未達入學門檻，轉至陸軍專科學校、航空技術學院或海軍官校士官班就讀。
至各軍官學校就讀成績優良，甄選至國外軍事學校（如：美國西點軍校、海軍官校、空軍官校、維吉尼亞軍校、威爾猛軍校、色岱爾軍校等及我邦交國部分軍校學院）就讀。軍官學校畢業後，授予少尉軍階並歷練各階正（副）主官、幕僚職務，並可依國軍幹部終身學習規定，至國內外繼續攻讀軍種進修教育或碩士、博士。

## 校內體制
1976年（民國65年）中正預校成立後，對於學科要求非常嚴格，在尚未實施學分制前，每週都有一次週考，另有期中考、期末考，每學年計算一次分數，如果總成績一科未達40分，或是兩科未達60分，予以留級一年（限留級一次），在預校稱之為當期，兩科以上未達40分，或是三科未達60分，予以退學，學生淘汰率極高，從中一期到中六期，每一期都超過1/3以上的學生，因為學業不及格被當期或是被退學。
實施學分制後，計算學生之成績，每學年計算一次，不及格之學分達總學分數1/2予以退學，達1/3予以留級一年（限留級一次），每學期末予以學生補考未達及格之學科，學年末予以死當（40分）學科重補修機會。總學分198學分修滿160學分，必修138個學分需修滿120學分，選修60學分需修滿40學分方可頒發畢業證書，若無修滿，則頒發修業證書。

### 學生種類
1976年（民國65年）中正預校成立後，入學後依入學成績、志願及體位分為陸軍、海軍、空軍、政治作戰、海軍陸戰隊預備生。高三畢業前，學生可以參加空勤體檢，若合格者可以申請轉調空軍軍官學校，其他軍種（尤其海軍官校）除了成績之外，還要有同學願意與其交換軍種，才可以轉換軍種。畢業成績合格者，陸軍預備生、海軍陸戰隊預備生，直升陸軍軍官學校就讀；海軍預備生，直升海軍軍官學校就讀；空軍預備生，直升空軍軍官學校就讀；政戰預備生，直升政治作戰學校就讀。
目前入學後依入學成績、志願及體位分為陸軍、海軍、空軍飛行、空軍地勤和政治作戰軍官預備生，修業期間為三學年。三年內共有兩次轉換軍種機會，第一次為一升二時，第二次為考完學測後，提供因個人因素或是成績因素轉換志願的管道，或是於高三階段志願降轉(留級)。

## 組織
- 校長（1人，少將）
  - 教育長（1人，上校）
  - 政戰主任（1人，上校）
  - 處長（3人，上校）
  - 主任（3人，中校或少校）
  - 副處長（3人，中校）
  - 大隊長（3人，中校）
  - 組長（1人，中校）
  - 參謀（42人，中校、少校或上尉）
  - 連長（1人，少校）
  - 輔導長（4人，少校或上尉）
  - 教官（3人，少校或上尉）
  - 軍醫官（4人，少校或上尉）
  - 中隊長（1人，上尉）
    - 區隊長（30人，中尉或少尉）

### 行政單位
- 校本部（少將校長、上校教育長、上校政戰主任、一等士官長校士官督導長）
- 學生指揮部（上校指揮官、中校政戰處長）
- 教務處（簡任處長、中校副處長）
- 學務處（上校處長）
- 總務處（上校處長）
- 主計室（中校主任）
- 醫務所（少校主任）
- 資訊圖書館中心（中校主任）
- 勤務連（上尉連長）
- 學生大隊（中校大隊長、少校大隊輔導長、上尉中隊長、中尉中隊輔導長、中尉/少尉/士官長區隊長）

### 教學單位
- 國文組
- 英文組
- 數學組
- 社會組
- 自然組
- 體育組

### 部隊編制

#### 創校初期
1976年（民國65年）中正預校剛成立時，每一期分為兩個營，如下所示：
- 中一期（民國68年班）
  - 學一營（學1連－學5連）
  - 學四營（學16連－學20連）
- 中二期（民國69年班）
  - 學三營（學11連－學15連）
  - 學五營（學21連－學25連）
- 中三期（民國70年班）
  - 學二營（學6連－學10連）
  - 學六營（學26連－學30連）

每一連有四個教授班，各營教授班前面分別以親（學一營）、愛（學四營）、精（學二營）、誠（學六營），忠（學三營）、義（學五營）來分別，例如中二期學14連第三個教授班，稱之為忠15班。
進入大門面對校本部中興樓，右邊椰林大道的六棟樓，期別為單數期二至三年級的寢室與宿舍，（中一期、中三期、中五期），右邊椰林大道的六棟樓，期別為偶數期二至三年級的寢室與宿舍，（中二期、中四期），每三棟為一個營，一年級兩個營分別住在中正堂後面兩座舊大營區。當一年級即將晉升二年級暑假時，再與三年學長交換房舍，單期接單期（中五期接中三期，中三期接中一期），雙期接雙期（中四期接中二期）
王明洵少將於民國70年7月接任第三任校長後，下令營舍不再搬遷，各營番號也重新改變：
- 中四期（民國71年班）
  - 學一營（學1連－學5連）
  - 學二營（學6連－學10連）
- 中五期（民國72年班）
  - 學三營（學11連－學15連）
  - 學四營（學16連－學20連）
- 中六期（民國73年班）
  - 學五營（學21連－學25連）
  - 學六營（學26連－學30連）

各營教授班番號前面也改成忠（學一營）、孝（學二營）、仁（學三營）、愛（學四營）、信（學五營）、義（學六營）。

#### 現今
現在則是高中部分為一、二、三大隊，依序填入並待在該大隊直至畢業，國中部則是編制在學生三大隊，一大隊為誠，二大隊為義，三大隊為愛，國中部則是分為三個中隊分別為智、仁、勇中隊。

### 實習幹部
為培養學生擔任軍官幹部之養成，設置學生部隊實習幹部，設有：
國、高中部
自治幹部（佩戴橘色臂章） 
紀律輔導（佩戴紅色臂章）
課業輔導（佩戴綠色臂章）
生活輔導（佩戴藍色臂章）

## 事件

### 奶茶鬥毆事件
2018年7月16日，陳姓學生要求同班王姓學生幫忙倒奶茶遭到拒絕，雙方起口角衝突，陳姓學生欲把王姓學生拉進廁所，擔任實習幹部的羅姓學生見狀，上前制止同學，反遭陳生打傷嘴角，羅姓學生事後前往教室草皮檢拾磚塊，砸陳姓學生後腦洩憤，陳生頭部重創當場昏迷，送醫後於同年12月死亡。案發後時任中華民國參謀總長李喜明上將率國防部總督察長室督察員到校調查，羅姓學生以殺人未遂罪起訴。

### 高層行為失當
2018年10月，中正預校的「三長」：校長、教育長、政戰主任遭控訴在學校的餐會上經常指定女主管坐陪，且沒有遵守休假期間三位最高階軍官必須要有一人留守，時常出現三人同時不在校內的狀況。國防部事後組成專案小組進行行政調查，將校長、教育長、政戰主任三位高階主管同時調職，其中校長陳嘉生少將僅任職10個月。

### 113年班重修補考放水
2022年，中正預校高中部113年班部分學生因成績不合格等因素遭到降級、轉學、退學後，其家長集體向立法委員投訴，在立法委員賴品妤向校方施壓後，不合格的學生得以返校參加二度重修及補考。此舉引發部分教職員不滿，認為有失公平性，但校方仍然強迫教師製作考試卷，並向學生公開題庫以確保學生能通過考試，甚至有返校補考學生以無學籍為由公然吵鬧、吸菸、向實習幹部挑釁。中正預校事後表示查無洩題及威脅解聘教師等情事。立法委員賴品妤辦公室也聲明該指控為不實指控與抹黑，當時接獲投訴時僅向國防部了解相關狀況，無利用職權去施壓。

## 歷任校長
1. 孟憲庭少將（陸軍官校正19期）：1976年6月~1977年8月
2. 周世斌少將（陸軍官校正24期）：1977年8月~1981年7月
3. 王明洵少將（陸軍官校正24期）：1981年7月~1984年8月
4. 徐博生少將（陸軍官校正30期）：1984年8月~1988年2月
5. 鄧祖琳少將（陸軍官校正35期）：1988年2月~1990年5月
6. 汪國禎少將（陸軍官校正34期）：1990年5月~1991年12月
7. 安家鈺少將（陸軍官校正37期）：1991年12月~1995年9月
8. 胡生少將（陸軍官校正40期）：1995年9月~2000年8月
9. 洪廷舉少將（陸軍官校正45期）：2000年8月~2006年1月
10. 夏玉人少將（陸軍官校正51期）：2006年1月~2009年9月
11. 李國榮少將（陸軍官校正53期／中正預校中2期）：2009年11月~2012年4月
12. 洪志安少將（陸軍官校正54期／中正預校中3期）：2012年4月~2016年6月
13. 張永文少將（陸軍官校正59期／中正預校中8期）：2016年7月~2018年1月
14. 陳嘉生少將（陸軍官校正55期／中正預校中4期）：2018年1月~2018年10月
15. 余劍鋒少將（陸軍官校正59期／中正預校中8期）：2018年10月~2019年9月
16. 吳松齡少將（陸軍官校正61期／中正預校中10期）：2019年9月~2022年6月
17. 趙建華少將（陸軍官校正62期／中正預校中11期）：2022年6月~2023年9月
18. 陳舜如少將（陸軍官校正64期／中正預校中13期）：2023年9月~

## 著名校友
- 徐衍璞：陸軍二級上將，前任國防部軍備副部長（68年班／中一期）
- 熊厚基：空軍二級上將，前任總統府戰略顧問（68年班／中一期）
- 王俊力：現任臺灣臺北地方檢察署檢察長（68年班／中一期）
- 劉志斌：海軍二級上將，現任國防大學校長（69年班／中二期）
- 劉得金：陸軍中將，現任國家安全會議副秘書長（69年班／中二期）
- 梅家樹：海軍二級上將，現任參謀總長（70年班／中三期）
- 鄭榮豐：空軍二級上將，現任空軍司令（70年班／中三期）
- 章元勳：陸軍中將，現任國防部總督察長室督察長（72年班／中五期）
- 邰智源：知名藝人（72年班／中五期）
- 张勋杰：知名藝人
- 九孔：知名藝人（74年班／中七期）
- 北辰：陸軍少將，現任桃園市議會議員（75年班／中八期）。

## 相關影視作品
- 少年十五二十時，中視連續劇。
- 起床號，1987年台灣電影。

## 外部連結
- 中正國防幹部預備學校（繁體中文）